# Dobra (Grande Polonia)
Dobra è un comune urbano-rurale polacco del distretto di Turek, nel voivodato della Grande Polonia.
Ricopre una superficie di 131,79 km² e nel 2004 contava 6 404 abitanti.